# Mont Rutori
Le mont Rutori (留取岳, Rutori-dake) est une montagne culminant à 1 350 m d'altitude dans les monts Hidaka en Hokkaidō au Japon.